# Gaius Vibius Varus

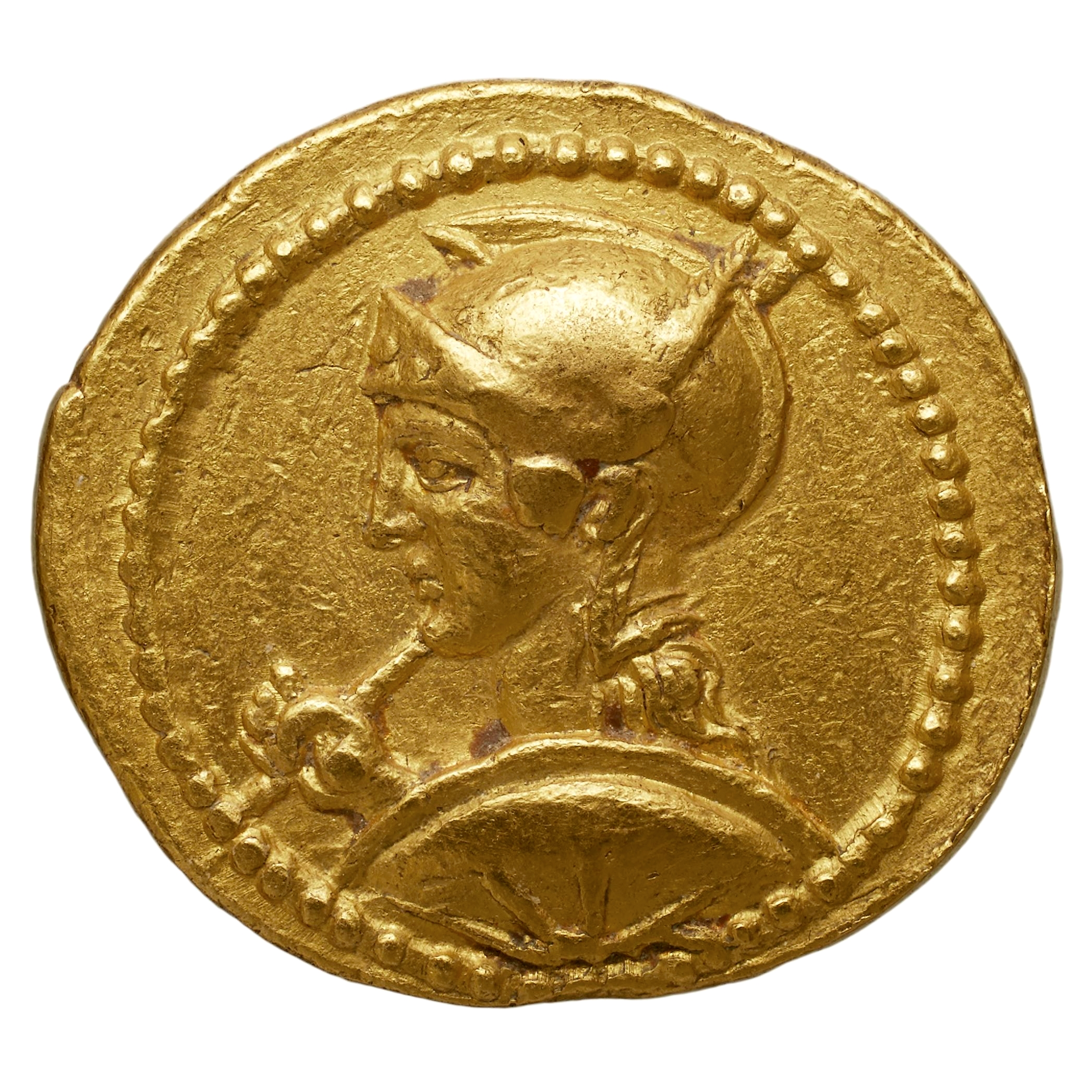

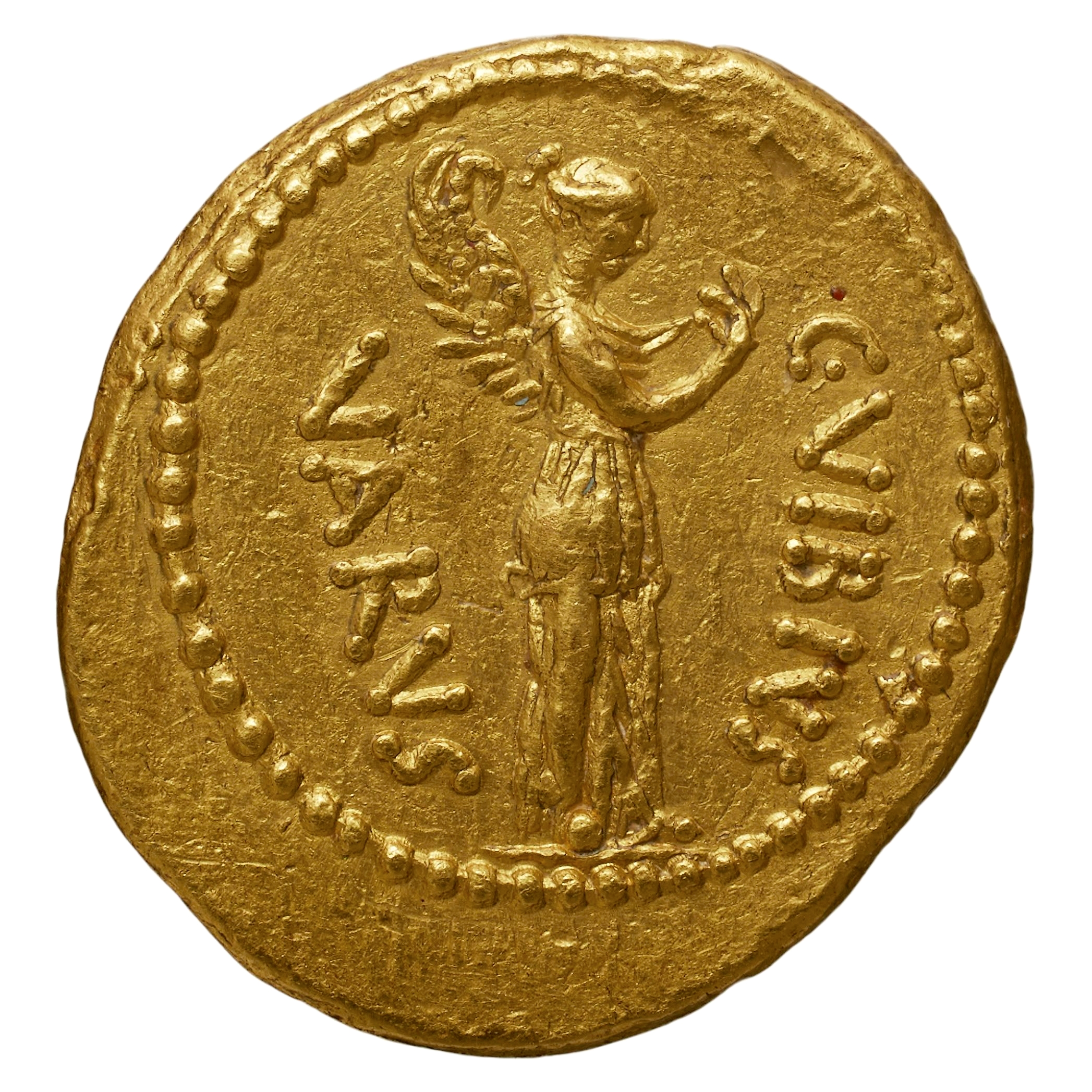
Aureus au nom de Caius Vibius Varus, Rome, 42 av. J.C.

Gaius Vibius Varus (fl. 42 av. J.-C.) est un homme politique de l'Empire romain.

## Famille
Il est l'arrière-grand-père de Gaius Vibius Varus, le père de Lucius Vibius Varus.

## Carrière
Il est triumvir monétaire en 42 av. J.-C.